# 加藤広祐
加藤 広祐（かとう こうすけ、1994年4月9日- ）は、日本の舞台俳優、演出家。劇団「藤一色」主宰。大阪府出身。

## 主な作品

### 舞台
2015年
- 劇団藤一色第一色公演『御伽座流星群』出演
- 劇団藤一色第二色公演『メタリック・ブルー』出演
- GRIPPERプロデュース公演「天満月のネコ」[2]

2016年
- 江古田のガールズ７周年記念特別公演「仮面音楽祭」[3]
- 劇団藤一色第三色公演『御伽座三日月流星群』出演
- 劇団藤一色第四色公演『夢の外で 今の中で』出演/演出
- 劇団藤一色第五色公演『御伽座極月流星群』出演

2017年
- 劇団藤一色脚色公演 赤『シン・デレラ』出演/演出
- ぬいぐるみハンター「ゴミくずちゃん可愛い」

2018年
- 制作「山口ちはる」プロデュースvol.10「恋愛監獄」[4]
- 劇団藤一色第六色公演『三角形の世界の中の』出演/演出
- 劇団藤一色第七色公演『存る日(あるひ)』出演/演出
- 劇団藤一色脚色公演 白『いかにも、秋の脱臼祭り』出演/演出
- 劇団藤一色第八色公演『私のそばには芝が居る』出演/演出

2019年
- 南京豆NAMENAME第三回公演「あいちゃんはイデオロギーの戦士」出演
- 少女都市第8回公演「光の祭典」出演[5]
- 劇団藤一色染色公演 -恋愛事変- 『ここだけの話』演出

2020年
- 劇団藤一色 脚色公演紫「シン・デレラ」「デレラ～クイーン・オブ・モンスターズ～」出演/演出

2025年
- CCCreation Presents『近松心中物語』出演[6]